# Antanas Žmuidzinavičius
Antanas Žmuidzinavičius (ur. 31 października 1876 r. w Serejach, zm. 9 sierpnia 1966 r. w Kownie) – litewski malarz, jeden z najbardziej znanych w historii Litwy.

## Życiorys
Urodził się 31 października 1876 r. w Serejach. W 1894 r. ukończył seminarium nauczycielskie w Wejwerach. W latach 1898–1902 studiował rysunek w Warszawie, na prywatnych lekcjach u Wojciecha Gersona, a od 1905 do 1906 w szkołach Colarossiego i Vittiego w Paryżu. W 1907 r. został współzałożycielem Litewskiego Towarzystwa Sztuki i kierował jego zarządem do 1915 r. oraz ponownie w latach 1926–1928. W latach 1908–1909 i 1922–1924 zbierał fundusze na organizację podczas podróży do Stanów Zjednoczonych. 
W latach 1908–1912 podróżował po Europie Zachodniej, m.in. w 1908 r. dokształcał się w Monachium, a w 1912 r. w Hamburgu.  W latach 1926–1940 uczył w Szkole Plastycznej w Kownie, a od 1944 do 1951 w kowieńskim Instytucie Sztuk Dekoracyjnych i Stosowanych. Przez kolejne 2 lata był wykładcowcą w Litewskim Instytucie Sztuki, a następnie do 1966 w Kowieńskim Instytucie Politechnicznym. W 1947 r. uzyskał tytuł profesora. W latach 1929–1934 był przewodniczącym zarządu Związku Strzeleckiego, a w 1940 r. Związku Litewskich Artystów. W 1958 r. został członkiem-korespondentem Akademii Sztuki ZSRR.
Malował głównie pejzaże (Dzūkų kaimelis 1906, Nemunas prieš audrą 1917, Tinklai džiūsta 1926, ciklas Čia bus Kauno jūra 1953–59), portrety (T. Daugirdo, 1910, P. Rimšos, 1911), sceny rodzajowe (Per kiaurą naktį 1906, Linų kūlimo talka Žemaitijoje 1926) i religijne. Był ilustratorem książek (A. Jaroševičiaus Lietuvių kryžiai 1912), autorem grafik (plakatów, znaczków pocztowych, banknotów). W jego twórczości natura jest idealizowana, zdominowana przez ciepłe barwy, stylizowany rysunek i liryczny nastrój. Zbierał dzieła sztuki ludowej i zabytki archeologiczne, publikował artykuły na temat sztuki, pisał także wspomnienia Paletė ir gyvenimas (1961). Brał udział w pierwszych litewskich wystawach w Wilnie (1907–1914). Miał indywidualne wystawy w Waszyngtonie (1922 r.), Chicago, Nowym Jorku (1924 r.), Kownie (1927, 1936, 1940, 1956, 1961, 1963, 1966), Moskwie (1951 r.) i Wilnie (1956 r.). Brał także udział w wystawach zbiorowych w USA (1923–1924), Poniewieżu (1927), Kownie  (1927, 1936 i 1940), Kłajpedzie (1936 r.), Moskwie (1951 r.) i Wilnie (1956 r.). Jego prace znajdują się w Litewskim Narodowym Muzeum Sztuki, Instytucie Litewskiej Literatury i Folkloru w Wilnie, Muzeum Wojny im. Witolda Wielkiego i w Galerii Trietriakowskiej w Moskwie. 
Nastawiony patriotycznie, promował zachowanie litewskiego dziedzictwa i identyfikacji narodowej. W 1917 r. znalazł się w środku dyskusji na temat wybrania wzoru narodowej flagi Litwy. Žmuidzinavičius zaprojektował wówczas zielono-czerwoną flagę, którą ozdobiono teatr w Wilnie, w którym odbywała się konferencja postaci zaangażowanych w budowę niepodległego państwa. Na konferencji powołano komisję, w skład której weszli Jonas Basanavičius, Antanas Žmuidzinavičius i Tadas Daugirdas. Komisja ta zdecydowała o dodaniu do flagi żółtego pasa i taki wzór zatwierdziła Taryba. 
Pod wpływem księdza Juozasa Tumas-Vaižgantasa Žmuidzinavičius zaczął w 1906 r. gromadzić figurki i inne wizerunki diabłów i do swojej śmierci w 1966 r. zebrał ich 260.  Całą swoją kolekcję oraz mieszkanie przekazał państwu. Na jego bazie powstało Muzeum Žmuidzinavičiusa (nazywane także Muzeum Diabłów; lit.Velnių muziejus). 
Odznaczony Orderem Wielkiego Księcia Giedymina III klasy (1928 r.) i II klasy (1936 r.), Medalem Wyzwolenia Kłajpedy i Medalem Niepodległości Litwy, a także łotewskim Orderem Trzech Gwiazd II klasy. Wyróżniony tytułami Zasłużony Artysta Litewskiej SRR (1946), Ludowy Artysta Litewskiej SSR (1954) i Ludowy Artysta ZSRR (1957). Z przerwami w latach 1944–1959 był deputowanym Rady Najwyższej Litewskiej SRR. 
Zmarł 9 sierpnia 1966 r. w Kownie.